# Temocilină
Temocilina este un antibiotic din clasa penicilinelor, subclasa carboxipeniciline, fiind utilizat în tratamentul unor infecții bacteriene. Este o penicilină rezistentă la beta-lactamaze.

## Sinteză

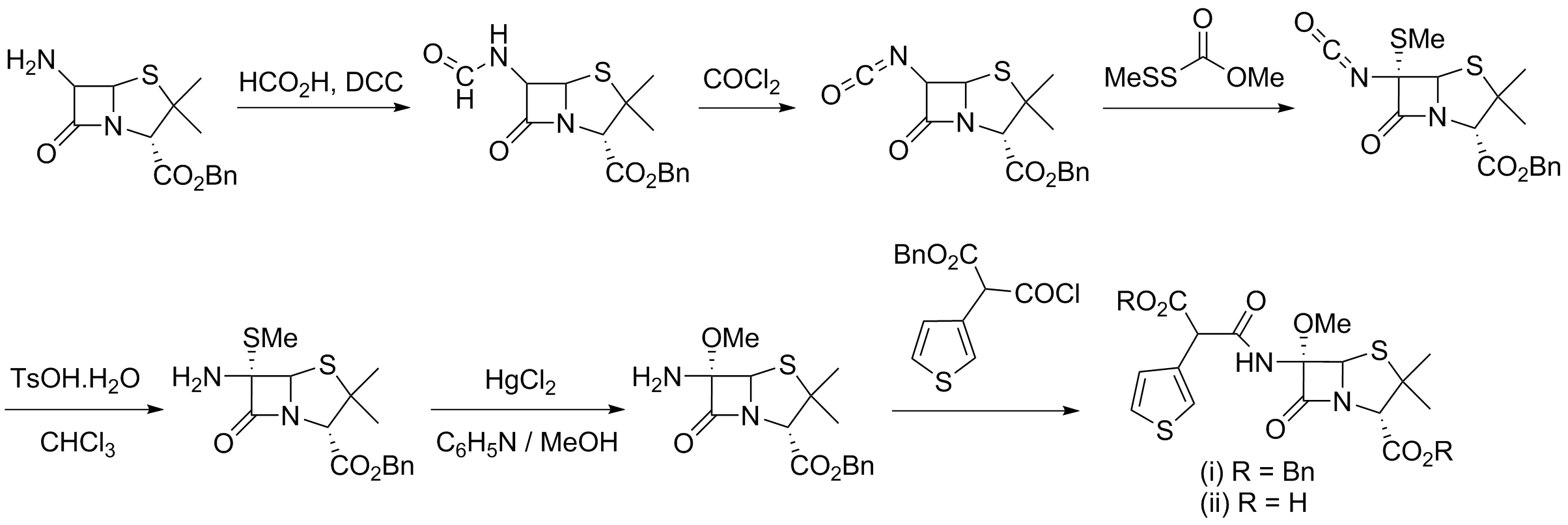
Sinteza temocilinei: